# Tom Waits
(Tom Waits)
Thomas Alan Waits, detto Tom (Pomona, 7 dicembre 1949), è un cantautore, polistrumentista e attore statunitense.
Ha esercitato una notevole influenza su molti cantautori delle generazioni successive alla sua ed è considerato dalla critica musicale uno dei massimi cantautori del Novecento. Artista poliedrico, ha lavorato anche nel teatro e nel cinema. In quest'ultimo, in particolare, si riscontrano diverse collaborazioni con i registi Francis Ford Coppola, Robert Altman, Jim Jarmusch, Terry Gilliam, Martin McDonagh, i fratelli Coen e Paul Thomas Anderson.
La rivista Rolling Stone lo ha posizionato all'82º posto nella lista dei migliori cantanti di tutti i tempi.
Ha ricevuto numerose candidature per premi e riconoscimenti in campo musicale, vincendo il Grammy Award per due album, Bone Machine e Mule Variations. Il critico musicale Daniel Durchholz descrisse la peculiare e distintiva voce di Waits "come se fosse stata immersa in un tino di whisky, poi appesa in un affumicatoio per qualche mese e infine portata fuori e investita con una macchina."

## Biografia
(da "Tom Waits, Blues" di C. Chianura)

### Origini
Nato a Pomona, in California, (city) nella contea di Los Angeles il 7 dicembre 1949, è l'unico figlio maschio di una famiglia di origini scozzesi, irlandesi e norvegesi. Con la famiglia ha vissuto anche a San Diego, Laverne, Silver Lake e North Hollywood. I genitori divorziano quando Tom ha 11 anni e il bambino resta con la madre e le due sorelle. Sin da adolescente coltiva la passione per la musica, soprattutto per il jazz degli anni trenta, imparando a suonare il pianoforte. Contemporaneamente, si appassiona alla letteratura beat cimentandosi, pure, nella scrittura di poesie.
A 14 anni, comincia a lavorare, prima nel ristorante "Napoleone Pizza House", poi in un Club di San Diego, l'"Heritage Coffeehouse", dove ha occasione di esibirsi sul palco. Visto il successo riscosso, intensifica l'attività musicale. Il suo stile unisce spunti melodici a ritmi sincopati jazz, affrontando tematiche care ai beatnik, nei quali egli si riconosceva.
Nel 1971, durante un concerto in un nightclub di Los Angeles, il Troubadour, frequentato all'epoca da artisti come Tim Buckley, Bruce Springsteen e Rickie Lee Jones, suscita entusiasmo nel noto produttore Herb Cohen (già al lavoro con Frank Zappa e altri artisti dell'epoca) che lo ingaggia per produrre un album.

### I primi dischi e gli "Asylum Years"
Il primo disco, Closing Time, è pubblicato nel 1973, seguito da The Heart of Saturday Night nel 1974 e da Nighthawks at the Diner, registrato dal vivo in un locale nel 1975. Questi primi lavori, caratterizzati da atmosfere notturne, fumose e romantiche, riscuotono un buon successo di critica, ma non commerciale.
Small Change, del 1976, è il suo primo notevole successo commerciale, seguito da Foreign Affairs nel 1977, anno nel quale inizia una relazione artistica e sentimentale con Rickie Lee Jones, la quale presto diviene musa per la sua musica e che con lui viene immortalata nella copertina di uno degli album più importanti di Waits, ossia Blue Valentine del 1978, altro buon successo. Nel 1980 pubblica l'album Heartattack and Vine, parallelamente al termine della sua storia con la Jones. È in questo periodo che la voce di Tom assume definitivamente quel particolare tono rauco che la renderà inconfondibile.

### Anni '80
Nei primi anni ottanta sposa Kathleen Brennan, con la quale ha tre figli: Kellesimone (1983), Casey Xavier (1985) e Sullivan (1993). Comincia a interessarsi al cinema, scrivendo la colonna sonora per One from the Heart di Francis Ford Coppola.
Firma quindi con la Island Records, per cui produce tre album, noti anche come "La trilogia di Frank": Swordfishtrombones nel 1983, Rain Dogs nel 1985 e Franks Wild Years nel 1987 (progettata come opera teatrale). Questi tre album sono ampiamente considerati dalla critica i suoi lavori più distintivi, soprattutto per la varietà di generi citati, rielaborando il suo retroterra jazz e blues in una bizzarra musica sperimentale influenzata da artisti come Harry Partch, Kurt Weill e Captain Beefheart, con ampio uso di arrangiamenti insoliti e strumenti autocostruiti, e per i testi molto ricercati e surreali.

### Anni '90 e 2000

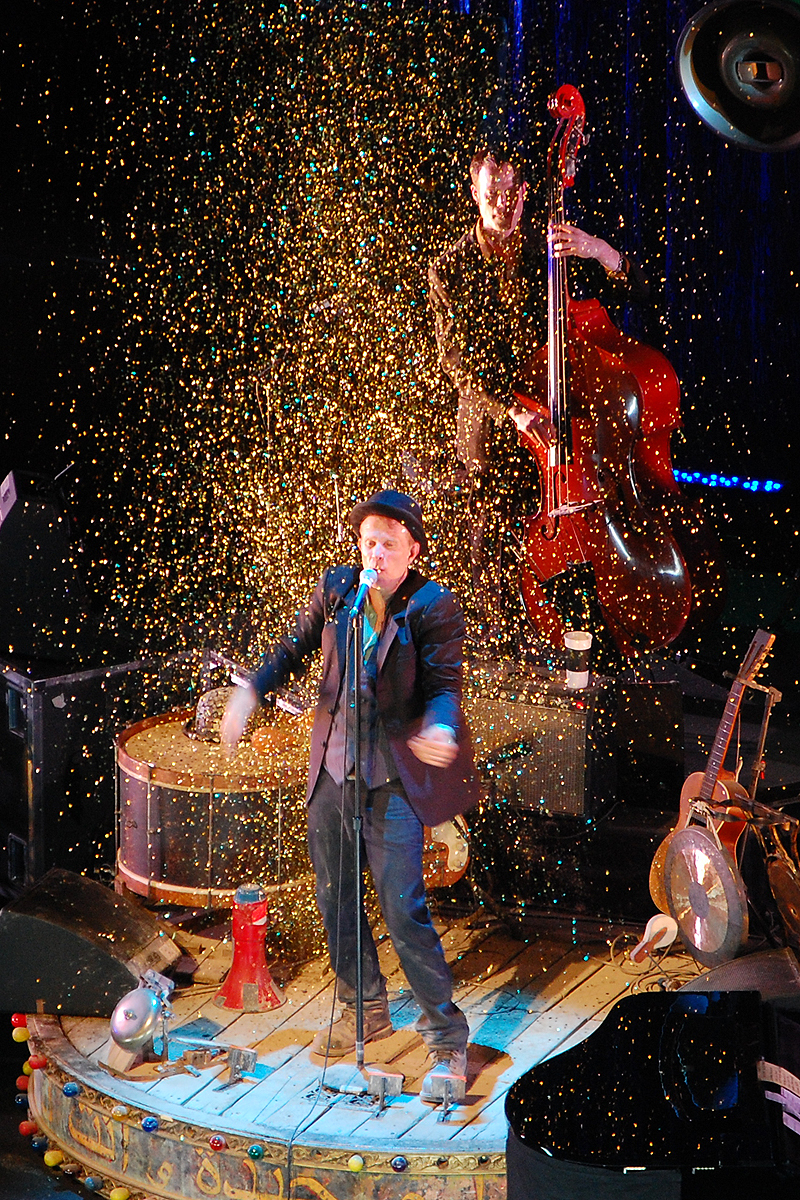
Tom Waits a Praga nel 2008

Negli anni novanta pubblica nuovi, acclamati album: Bone Machine nel 1992 e Mule Variations nel 1999, entrambi vincitori di un Grammy, nonché la colonna sonora del film di Jim Jarmusch Night on Earth, nel 1993. In quel periodo instaura una profonda amicizia col regista teatrale e drammaturgo Robert Wilson, con cui collabora alla pubblicazione di The Black Rider nel 1993, al quale prese parte anche lo scrittore William S. Burroughs, e dell'accoppiata Blood Money/Alice del 2002.
Nel 2004 esce Real Gone, disco molto sperimentale in cui per la prima volta Waits decide di non servirsi del suo strumento-simbolo, il pianoforte, portando avanti invece la sua ricerca sui campionamenti e il vocal beat box. È un'opera in cui il cantautore estremizza la propria personalissima ricerca musicale senza tuttavia dimenticarsi di quei brani dolci e riflessivi che lo avevano portato al successo negli anni settanta. Nel Natale dello stesso anno, durante un mini-tour italiano, si esibisce assieme al musicista Cristiano Testa in alcuni pub della capitale. Tom Waits definisce Testa come "un amico sincero".
Nel 2003 interpreta uno dei personaggi del film, diretto da Robert Altman, America oggi, mentre nel 2005 appare nel film italiano La tigre e la neve, diretto da Roberto Benigni con cui aveva già lavorato anni prima in Daunbailò, in cui canta il suo pezzo You Can Never Hold Back Spring tratto dal suo ultimo triplo album Orphans: Brawlers, Bawlers & Bastards, una raccolta di pezzi inediti e rari, questi ultimi ripresi da colonne sonore di film e da esibizioni live.
Nel 2009 recita la parte di "Mr. Nick" nel film di Terry Gilliam Parnassus - L'uomo che voleva ingannare il diavolo. Nel 2011 viene introdotto nella Rock and Roll Hall of Fame, con cerimonia ufficiale del cantautore canadese Neil Young, già presente nel cosiddetto Museo del Rock di Cleveland. Il 24 ottobre 2011 è uscito il suo nuovo album dal titolo Bad as Me, il primo album in studio composto interamente di brani inediti sin dall'uscita di Real Gone.

## Discografia

### Album in studio
- 1973 – Closing Time (Asylum Records)
- 1974 – The Heart of Saturday Night (Asylum Records)
- 1975 – Nighthawks at the Diner (Asylum Records)
- 1976 – Small Change (Asylum Records)
- 1977 – Foreign Affairs (Asylum Records)
- 1978 – Blue Valentine (Asylum Records)
- 1980 – Heartattack and Vine (Asylum Records)
- 1982 – One from the Heart (Columbia Records)
- 1983 – Swordfishtrombones (Island Records)
- 1985 – Rain Dogs (Island Records)
- 1987 – Franks Wild Years (Island Records)
- 1988 – Big Time (Island Records)
- 1992 – Night on Earth (Island Records)
- 1992 – Bone Machine (Island Records)
- 1993 – The Black Rider (Island Records)
- 1999 – Mule Variations (ANTI- Records)
- 2002 – Blood Money (ANTI- Records)
- 2002 – Alice (ANTI- Records)
- 2004 – Real Gone (ANTI- Records)
- 2006 – Orphans: Brawlers, Bawlers & Bastards (ANTI- Records)
- 2009 – Glitter and Doom Live (ANTI- Records)
- 2011 – Bad as Me (ANTI- Records)

### Raccolte
- 1981 – Bounced Checks (Asylum Records)
- 1983 – Anthology of Tom Waits (Asylum Records)
- 1986 – Asylum Years (Asylum Records)
- 1991 – The Early Years, Volume One (Straight Records)
- 1993 – The Early Years, Volume Two (Straight Records)
- 1998 – Beautiful Maladies: The Island Years (Island Records)
- 2001 – Used Songs 1973-1980 (Rhino Records)

### Singoli
- 1973 – Ol' '55

### Collaborazioni
- 1991 – Sailing the Seas of Cheese – Primus
- 1992 – Beautiful Mess – Thelonious Monster
- 1993 – Jesus Blood Never Failed Me Yet – Gavin Bryars
- 1997 – All for Nothing/Nothing for All – The Replacements
- 1999 – Antipop – Primus
- 1999 – More Oar: A Tribute To Skip Spence – AA.VV.
- 2000 – Helium – Tin Hat Trio
- 2001 – It's A Wonderful Life – Sparklehorse
- 2001 – Beatin' the Heat – Dan Hicks
- 2002 – For the Kids – AA.VV.
- 2003 – We're a Happy Family - A Tribute to Ramones – AA.VV.
- 2004 – The Ride – Los Lobos
- 2004 – The Late Great Daniel Johnston – AA.VV.
- 2005 – Blinking Lights and other Revelations – Eels
- 2008 – Anywhere I Lay My Head – Scarlett Johansson
- 2009 – The Spirit of Apollo – N.A.S.A

### Tributi a Tom Waits
- 1995 – Temptation – Holly Cole
- 1995 – Step Right Up: The Songs of Tom Waits – AA.VV.
- 2000 – New Coat of Paint – AA.VV.
- 2001 – Wicked Grin – John P. Hammond
- 2003 – Pornoshow – Laura Fedele interpreta Tom Waits
- 2008 – Anywhere I Lay My Head – Scarlett Johansson
- 2012 – My Waits. Tom Waits Songbook – Serena Spedicato (Koinè by Dodicilune)[22]
- 2013 – Hold on – Emily Kinney interpreta "Hold on", nel finale dell'episodio 3x11 del telefilm The Walking Dead

## Filmografia

### Attore

#### Cinema
- Taverna Paradiso (Paradise Alley), regia di Sylvester Stallone (1978)
- Wolfen, la belva immortale (Wolfen), regia di Michael Wadleigh (1981)
- Un sogno lungo un giorno (One from the Heart), regia di Francis Ford Coppola (1982)
- I ragazzi della 56ª strada (The Outsiders), regia di Francis Ford Coppola (1983)
- Rusty il selvaggio (Rumble Fish), regia di Francis Ford Coppola (1983)
- The Stone Boy, regia di Christopher Cain (1984)
- Cotton Club (The Cotton Club), regia di Francis Ford Coppola (1984)
- Daunbailò (Down By Law), regia di Jim Jarmusch (1986)
- Candy Mountain, regia di Robert Frank e Rudy Wurlitzer (1987)
- Ironweed, regia di Héctor Babenco (1987)
- Cold Feet - Piedi freddi (Cold Feet), regia di Robert Dornhelm (1989)
- Bearskin: An Urban Fairytale, regia di Ann Guedes e Eduardo Guedes (1989)
- Il grande inganno (The Two Jakes), regia di Jack Nicholson (1990)
- Sognando Manhattan (Queens Logic), regia di Steve Rash (1991)
- La leggenda del re pescatore (The Fisher King), regia di Terry Gilliam (1991)
- Giocando nei campi del Signore (At Play in the Fields of the Lord), regia di Héctor Babenco (1991)
- Dracula di Bram Stoker (Dracula), regia di Francis Ford Coppola (1992)
- America oggi (Short Cuts), regia di Robert Altman (1993)
- Mystery Men, regia di Kinka Usher (1999)
- Coffee and Cigarettes, regia di Jim Jarmusch (2003) - episodio Da qualche parte in California
- Domino, regia di Tony Scott (2005)
- La tigre e la neve, regia di Roberto Benigni (2005) - nel ruolo di se stesso
- Wristcutters - Una storia d'amore (Wristcutters: A Love Story), regia di Goran Dukić (2006)
- Parnassus - L'uomo che voleva ingannare il diavolo (The Imaginarium of Doctor Parnassus), regia di Terry Gilliam (2009)
- Codice Genesi (The Book of Eli), regia di Albert e Allen Hughes (2010)
- 7 psicopatici (Seven Psychopaths), regia di Martin McDonagh (2012)
- Old Man & the Gun (The Old Man & the Gun), regia di David Lowery (2018)
- La ballata di Buster Scruggs (The Ballad of Buster Scruggs), regia di Joel ed Ethan Coen (2018)
- I morti non muoiono (The Dead Don't Die), regia di Jim Jarmusch (2019)
- Licorice Pizza, regia di Paul Thomas Anderson (2021)

#### Televisione
- Fishing with John, regia di John Lurie - serie TV (1991)

#### Cortometraggi
- Da qualche parte in California (Coffee and Cigarettes: Somewhere in California), regia di Jim Jarmusch (1995)
- The Monster of Nix, regia di Rosto (2011)

### Doppiatore
- Mystery Train - Martedì notte a Memphis (Mystery Train), regia di Jim Jarmusch (1989)
- Shrek 2, regia di Andrew Adamson, Kelly Asbury, e Conrad Vernon (2004)
- Twixt, regia di Francis Ford Coppola (2011)
- I Simpson - serie TV, 1 episodio (2013)

### Sceneggiatore
- Big Time, regia di Chris Blum (1988)

### Compositore
- Un sogno lungo un giorno (One from the Heart), regia di Francis Ford Coppola (1982)
- La Première journée de Nicolas, regia di Manuel Poirier (1984) - cortometraggio
- Örült és angyal, regia di Tamás Tóth (1989)
- Taxisti di notte (Night on Earth), regia di Jim Jarmusch (1991)
- Herencia, regia di Ricardo Becher (1995) - cortometraggio
- El plantador de árboles, regia di Andrés Sendino e Liina Trishkina (2001) - cortometraggio
- The Soul of Saturday Night, regia di John Menier (2003) - cortometraggio
- The Dream Studio, regia di Kim Aubry (2004) - cortometraggio
- Don't Say a Word, regia di Marek Blaha (2005) - cortometraggio
- Ole & Jarl - serie TV (2009)
- The Keeper, regia di Theopolis Anthony (2009) - cortometraggio

## Doppiatori italiani
Nelle versioni in italiano dei suoi film, Tom Waits è stato doppiato da: 
- Ennio Coltorti in Coffee and Cigarettes, 7 Psicopatici, Old Man & the Gun, I morti non muoiono.
- Paolo Marchese in Codice Genesi, Licorice Pizza.
- Mario Cordova in Giocando nei campi del Signore.
- Claudio Fattoretto in La leggenda del re pescatore.
- Manlio De Angelis in Dracula di Bram Stoker.
- Giorgio Lopez in America oggi.
- Paolo Buglioni in Mystey Men.
- Alessandro Rossi in Domino.
- Mario Zucca in Wristcutters - Una Storia D'Amore.
- Luca Biagini in Parnassus - L'uomo che voleva ingannare il diavolo.
- Pierluigi Astore in La Ballata di Buster Scruggs.